# Congratulations (альбом)
Сongratulations — второй студийный альбом группы MGMT, релиз которого состоялся 13 апреля 2010 года. Однако группа заранее представила публике свои треки, сделав их доступным на официальном сайте, обосновав это утечкой файлов в интернет.

## Об альбоме
MGMT начали работу над Сongratulations в начале 2009 года в «маленькой хижине в лесу», а затем связались для записи с Питом Кембером, экс-участником Spacemen 3, а также с вокалисткой Royal Trux Дженнифер Эрремой. Эндрю Ванвингарден признался, что записать альбом его подви́г успех предыдущего Oracular Spectacular. «Мы пытаемся снять всё то безумие, что накопилось после того, как наш альбом заслужил популярность. Оно иногда не давало почувствовать себя настоящим», — признавался Эндрю в интервью.
Общественность выразила готовность скорее оценить работу, ведь группа стала одним из прорывов 2008 года. Пол Маккартни сообщил, что хотел бы сотрудничать с MGMT.
12 января 2010 года Эндрю Ванвингарден сказал в интервью сайту журнала Spin: «Сведение и мастеринг уже окончены, и теперь мы просто работаем над презентацией его миру». Спустя несколько дней, MGMT заявили, что они предпочли бы не выпускать синглы на любой новый альбом. В интервью NME дуэт объяснил, что новый альбом предназначен для целостного восприятия и они не хотели бы, чтобы слушатели скачивали только радиохиты.

## Список композиций
| №                   | Название                               | Длительность |
| ------------------- | -------------------------------------- | ------------ |
| 1.                  | «It's Working»                         | 4:06         |
| 2.                  | «Song for Dan Treacy»                  | 4:09         |
| 3.                  | «Someone's Missing»                    | 2:29         |
| 4.                  | «Flash Delirium»                       | 4:15         |
| 5.                  | «I Found a Whistle»                    | 3:40         |
| 6.                  | «Siberian Breaks»                      | 12:09        |
| 7.                  | «Brian Eno»                            | 4:31         |
| 8.                  | «Lady Dada's Nightmare»                | 4:31         |
| 9.                  | «Congratulations»                      | 3:55         |
| 10.                 | «Sound and Vision (David Bowie Cover)» |              |
| Общая длительность: | Общая длительность:                    | 43:53        |